# Джерті (Оклахома)
Джерті (англ. Gerty) — місто (англ. town) в США, в окрузі Г'юз штату Оклахома. Населення — 92 особи (2020).

## Географія
Джерті розташоване за координатами 34°50′8″ пн. ш. 96°17′20″ зх. д. / 34.83556° пн. ш. 96.28889° зх. д. (34.835670, -96.288955).  За даними Бюро перепису населення США в 2010 році місто мало площу 0,63 км², уся площа — суходіл.

## Демографія
Згідно з переписом 2010 року, у місті мешкало 118 осіб у 45 домогосподарствах у складі 31 родини. Густота населення становила 187 осіб/км².  Було 51 помешкання (81/км²).
Расовий склад населення:
| - 76,3 % — білих - 15,3 % — корінних американців |

До двох чи більше рас належало 8,5 %. Частка іспаномовних становила 3,4 % від усіх жителів.
За віковим діапазоном населення розподілялося таким чином: 28,0 % — особи молодші 18 років, 53,4 % — особи у віці 18—64 років, 18,6 % — особи у віці 65 років та старші. Медіана віку мешканця становила 41,4 року. На 100 осіб жіночої статі у місті припадало 87,3 чоловіків;  на 100 жінок у віці від 18 років та старших — 73,5 чоловіків також старших 18 років.
Середній дохід на одне домашнє господарство  становив 38 006 доларів США (медіана — 31 250), а середній дохід на одну сім'ю — 41 958 доларів (медіана — 31 667). За межею бідності перебувало 24,7 % осіб, у тому числі 33,3 % дітей у віці до 18 років та 16,7 % осіб у віці 65 років та старших.
Цивільне працевлаштоване населення становило 26 осіб. Основні галузі зайнятості: освіта, охорона здоров'я та соціальна допомога — 30,8 %, мистецтво, розваги та відпочинок — 19,2 %, виробництво — 11,5 %, транспорт — 7,7 %.